# La memoria del agua (película de 1994)
 La memoria del agua  es una película coproducción de Argentina y España filmada en color dirigida por Héctor Faver sobre su propio guion escrito en colaboración con Eugenia Kléber basado en textos de esta última que se estrenó el 18 de agosto de 1994 y que tuvo como actores principales a Boris Rotenstein e Isabel Abad.
Fue filmado en Barcelona y Gerona e incluye fragmentos cedidos por el Museo del Holocausto Yad Vasheen. Su estreno en Argentina se realizó un mes después del Atentado a la AMIA.

## Sinopsis
La persecución al pueblo judío y una madre desaparecida como trasfondo de la búsqueda de identidad de una joven.

## Reparto
Intervinieron en el filme los siguientes intérpretes:
- Boris Rotenstein
- Isabel Abad
- Cristina Peralta
- Jaume Viada
- Nicolás Álvarez
- Ana Llobet
- Héctor Faver

## Comentarios
Adolfo C. Martínez en  La Nación opinó:

«Duro y transgresor…es uno de esos films que, convertidos en bisturíes, viviseccionan las zonas más dolorosas del ser humano.»

Manrupe y Portela escriben:

«Alegato contra la persecución al pueblo judío, duro en lo formal y en lo documental.»

## Premios
Fue premiado como ficción en el Festival internacional del cine mediterráneo de Montpellier y como documental exhibió el Premio Joris Ivens en el Festival de Cine Documental de Ámsterdam.